# ريبيكا جويس
ريبيكا جويس (بالإنجليزية: Rebecca Joyce)‏ هي مجدفة أسترالية، ولدت في 12 سبتمبر 1970 في ملبورن في أستراليا.

## وصلات خارجية
- ريبيكا جويس على موقع الاتحاد الدولي للتجديف (الإنجليزية)
- ريبيكا جويس على موقع اللجنة الأولمبية الدولية (الإنجليزية)
- ريبيكا جويس على موقع أوليمبيديا (الإنجليزية)
- ريبيكا جويس على موقع اللجنة الأولمبية الأسترالية (الإنجليزية)